# Malá vodní elektrárna Vydra
Malá vodní elektrárna Vydra se nachází u soutoku řeky Vydry a Křemelné, v katastrálním území Srní I obce Srní v okrese Klatovy. Stavba elektrárny byla zahájena v roce 1937 a do provozu byla plně uvedena v roce 1942.